# پنتاکس
پنتاکس، نام تجاری است که توسط شرکت تصویربرداری پنتاکس ریکو برای محصولات خود از جمله: دوربین‌ها، دوربین‌های چشمی، و غیره انتخاب شده و بکار می‌رود. شرکت‌های Hoya برای محصولات و خدمات مرتبط با پزشکی، و TI Asahi برای ابزار نقشه‌برداری، و SEIKO برای برخی از لنزهای نوری خود نیز از این نام استفاده می‌کنند.
این شرکت در سال 1919 توسط "کامرا کابوشیکی" (Camera Kabushiki-gaisha) تأسیس شد. نام شرکت از ادغام دو کلمه "پنتا" (Penta) به معنی پنج، به دلیل داشتن پنج طرح لنز در ابتدا و "فلکس" (flex) به معنی دوربین تفاضلی ژرمن هاسل‌بلاد می‌باشد.
در 1952، شرکت کامرا کابوشیکی نام خود را به طور رسمی به پنتاکس تغییر داد و به طور اختصاصی به تولید دوربین‌های عکاسی متعهد شد. 
در سال 2007، شرکت هویا (Hoya Corporation) نام برند پنتاکس (Pentax) را خریداری کرد. هویا یک شرکت ژاپنی تولید کننده تجهیزات پزشکی و نورپردازی بود که تصمیم گرفت به گسترش تجارت خود به زمینه دوربین‌ها و عکاسی با خرید بخش دوربین‌های عکاسی پنتاکس. از آن زمان، پنتاکس به عنوان یکی از بخش‌های شرکت هویا (Hoya Corporation) فعالیت خود را ادامه داد و به تولید دوربین‌های عکاسی و تجهیزات مرتبط ادامه داد. همچنین، پنتاکس در سال‌های بعدی به عنوان بخشی از شرکت ریکو (Ricoh) نیز شناخته شد.

## محصولات
K-500
Q7
k-50